# Xylorycta
Xylorycta là một chi bướm đêm oecophorid Úc. Các loài Xylorycta quan hệ rất chặt chẽ với họ Proteaceae, tìm thấy trên Hakea, Lambertia, Grevillea, Leptospermum, Macadamia, Oreocallis, Persoonia và Telopea. Ấu trùng vài loài trong chi này đục thân hay cành cây hay hoa của Banksia, nhưng phần lớn sinh sống trong tổ kén ở lá cây.
Chi này được xuất bản lần đầu bởi nhà côn trùng học không chuyên Edward Meyrick vào năm 1890 trong cuốn Transactions of the Royal Society of South Úc. Chi này hiện đang được đặt trong phân họ lớn Xyloryctinae, họ Oecophoridae.

## Các loài
| - X. amaloptis - X. amblygona - X. amphileuca - X. apheles - X. argentella - X. argyrota - X. assimilis - X. austera - X. bipunctella - X. calligramma - X. candescens - X. castanea - X. ceratospila | - X. chionoptera - X. chrysomela - X. cirrhophragma - X. conistica - X. corticana - X. cosmeta - X. cosmopis - X. cygnella - X. emarginata - X. flavicosta - X. haplochroa - X. heliomacula - X. homoleuca | - X. leucophanes - X. luteotactella - X. maeandria - X. melameucae - X. melanias - X. melanula - X. micracma - X. moligera - X. molybdina - X. nivella - X. ophiogramma - X. orectis - X. parabolella | - X. parthenistis - X. perflua - X. philonympha - X. placidella - X. polysticha - X. sigmophora - X. stereodesma - X. streptogramma - X. strigata - X. sucina - X. synaula - X. tapeina - X. tignaria |